# Fischeria stellata
Fischeria stellata là một loài thực vật có hoa trong họ La bố ma. Loài này được (Vell.) E.Fourn. mô tả khoa học đầu tiên năm 1885.